# فان تايلور
فـان تايلور (بالإنجليزية: Van Taylor)‏ هو ضابط وسياسي أمريكي، ولد في 1 أغسطس 1972 في دالاس في الولايات المتحدة. حزبياً، نشط في الحزب الجمهوري. وقد انتخب عضو مجلس نواب تكساس.

## وصلات خارجية
- الموقع الرسمي